# Eberspoint (Velden)
Eberspoint ist ein Gemeindeteil des Marktes Velden und eine Gemarkung im niederbayerischen Landkreis Landshut in Bayern.

## Geographie
Das Pfarrdorf liegt etwa 4 km östlich von Velden, auf der rechten Seite der Großen Vils, von dieser 2 km entfernt.
Die Gemarkung mit der Nummer 6674 liegt vollständig auf dem Gebiet des Marktes Velden. Auf ihr liegen die Veldener Gemeindeteile Alteberspoint, Asenreit, Bachmühle, Birnkam, Eberspoint, Elling, Forsthof, Haselbach, Lug, Martinsberg und Raffelberg.

## Geschichte
Die Besiedlung Eberspoints und der Bau einer ersten hölzernen Kapelle wird zu der Zeit des Frankenkönigs Karls des Großen vermutet. Zeitweise besaß Eberspoint das Marktrecht. Eine erstmalige Bezeichnung als Markt Eberspoint geht auf das Jahr 1597 zurück. In späteren Quellen ist dann wieder von Hofmark Eberspoint die Rede. Es ist jedoch unklar wann dem Ort das Marktrecht an- bzw. aberkannt wurde.
Im Ort befindet sich die Kirche St. Andreas, die 1962 zur Pfarrkirche erhoben wurde. Vermutlich wurde sie im 17.–18. Jahrhundert erbaut. Die älteste nachweisliche Existenz der Kirche geht auf ein Wandbild von 1728 aus Ruprechtsberg zurück.
Seit 1946 besitzt Eberspoint einen eigenen Fußballverein.

## Die Gemeinde Eberspoint
Eberspoint war seit dem bayerischen Gemeindeedikt von 1818 eine Gemeinde im Landkreis Landshut mit den folgenden Orten:
| - Alteberspoint - Asenreit - Bachmühle - Birnkam - Eberspoint - Elling | - Forsthof - Haselbach - Lug - Martinsberg - Raffelberg - Reit |

Am 1. Mai 1978 wurde die Gemeinde Eberspoint im Zuge der Gebietsreform in Bayern nach Velden eingemeindet.